# Ukrainisation
L'ukrainisation (ukrainien : українізація, oukraïnizatsiia) est une politique de promotion de la langue ukrainienne comme langue d’usage dans les diverses sphères de la vie publique (éducation, commerce, fonction publique, etc.) en Ukraine.
Selon ses défenseurs, l’ukrainisation est censée contrarier les effets de la russification de l’Ukraine, menée par l’Empire russe et l’URSS, mais surtout protéger la langue ukrainienne qui (tout comme le biélorusse en Biélorussie) est menacée.

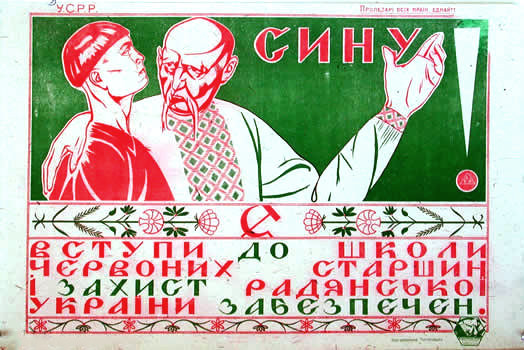
Affiche de propagande soviétique en langue et style ukrainiens (1921). Légende : « Fils, rejoins l'école des officiers de l'armée rouge et la défense de l'Ukraine soviétique sera assurée ! »

La première tentative de l’ukrainisation eut lieu dans les années 1920, dans la République socialiste soviétique d'Ukraine. Lancée par le Parti communiste d’Ukraine sous l'impulsion de Mykola Skrypnyk, et appuyée par l'intelligentsia et les paysans ukrainophones, la politique connut des succès non négligeables, surtout dans les domaines culturel et scientifique, ainsi que dans le système de l’éducation et dans la fonction publique. Ceci ne dura pas. 
Au début des années 1930, l’ukrainisation fut graduellement stoppée par Joseph Staline. Les purges staliniennes décimèrent les communistes, les fonctionnaires et l'intelligentsia ukrainophones, alors que la Grande Famine tua des millions de paysans ukrainiens.
La seconde tentative d’ukrainisation fut entreprise dès la fin des années 1980. Elle continue toujours, notamment depuis l'indépendance de l'Ukraine en 1991, et la révolution orange de 2004. Cependant, des initiatives souvent ambiguës, mal planifiées et privées des ressources nécessaires n’ont que des effets limités.
L'ukrainisation a pris une plus grande dynamique depuis le commencement de l’invasion par la Russie en février 2022.